# Majorschtschyna (Lubny)
Majorschtschyna (ukrainisch Майорщина; russisch Майорщина Majorschtschina) ist ein Dorf im Nordwesten der ukrainischen Oblast Poltawa mit etwa 850 Einwohnern (2001).

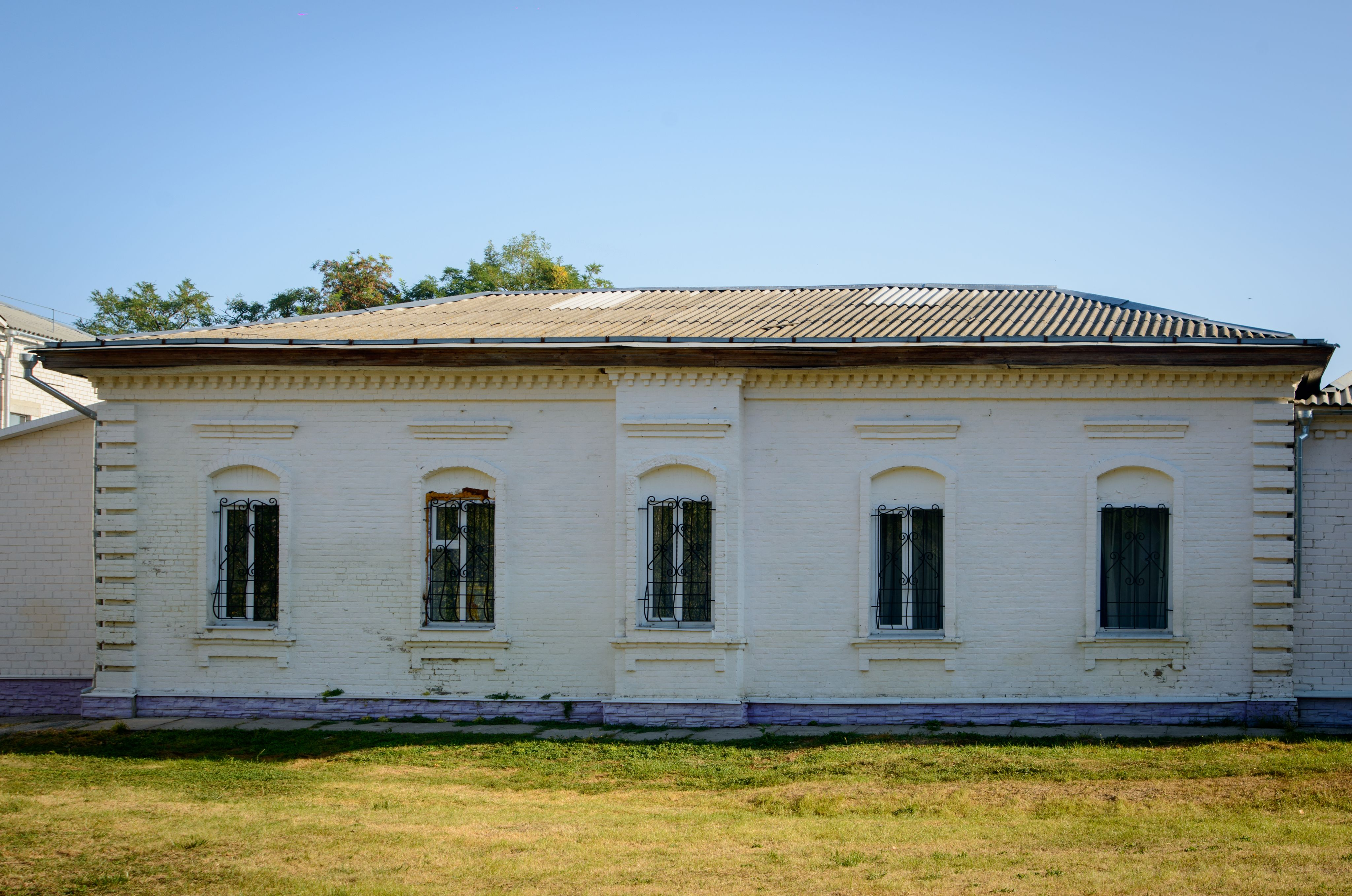
Ehemaliges Herrenhauses im Dorf

Das in der zweiten Hälfte des 18. Jahrhunderts gegründete Dorf liegt auf einer Höhe von 118 m am rechten Ufer des Sliporid, einem 83 km langen, rechten Nebenfluss der Sula, 11 km nördlich vom ehemaligen Rajonzentrum Hrebinka und etwa 200 km nordwestlich vom Oblastzentrum Poltawa.

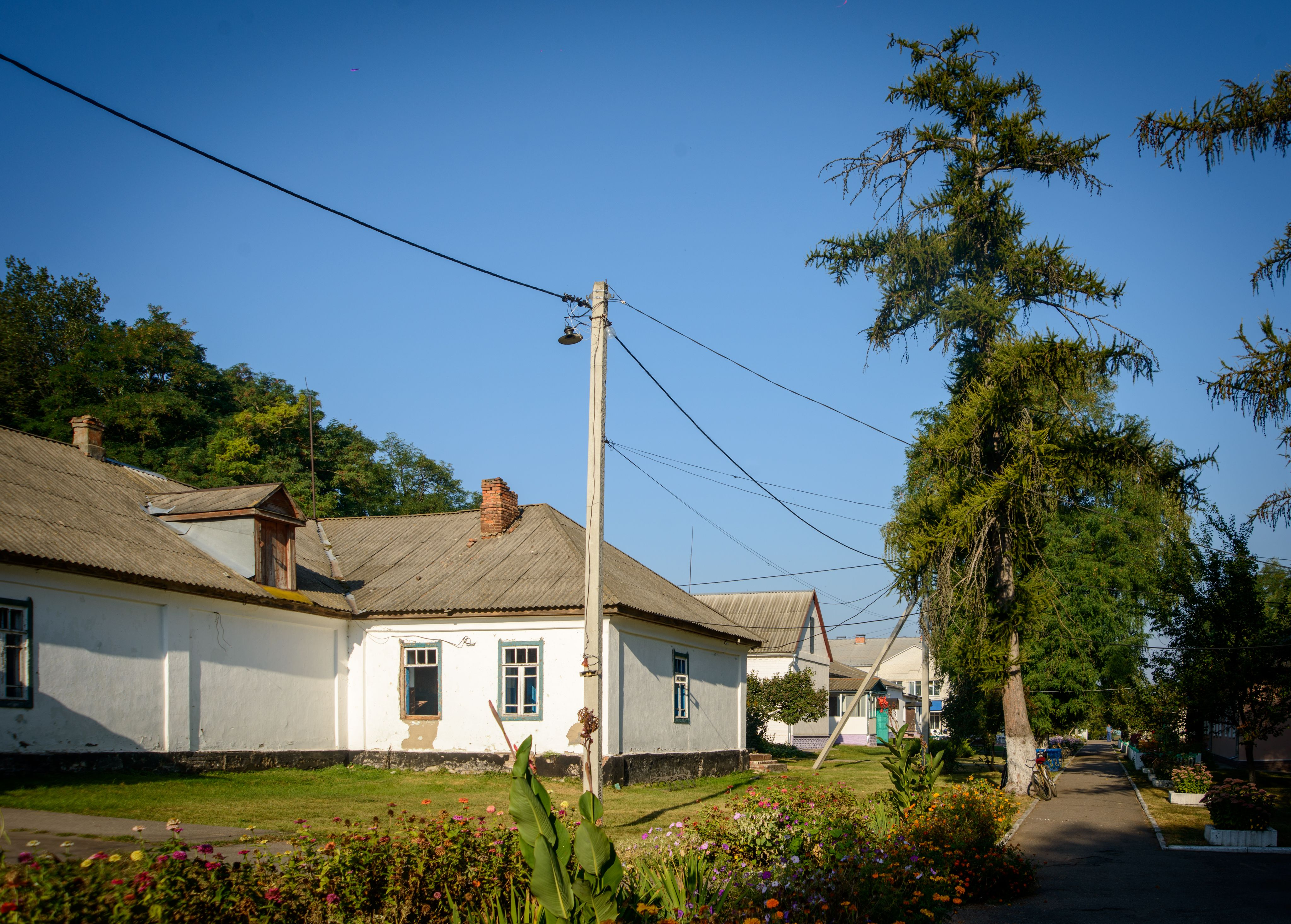
Gebäude in Majorschtschyna

Am 12. Juni 2020 wurde das Dorf ein Teil der Stadtgemeinde Hrebinka, bis dahin bildete es zusammen mit dem Dorf Sliporid-Iwaniwka (Сліпорід-Іванівка) die gleichnamige Landratsgemeinde Majorschtschyna (Кулажинська сільська рада/Kulaschynska silska rada) im Norden des Rajons Hrebinka.
Am 17. Juli 2020 kam es im Zuge einer großen Rajonsreform zum Anschluss des Rajonsgebietes an den Rajon Lubny.